# Edvins lustgård
Edvins lustgård är en svensk realityserie som hade premiär på TV4 och TV4 Play den 5 maj 2025.

## Handling
I programmet bjuder komikern och programledaren Edvin Törnblom in sina kompisar (såväl kända som okända) att hänga med honom en vecka på Gotland. Det blir samtal, musikframträdanden och oväntade avslöjanden.